# Дан независности Пакистана
Дан независности јесте пакистански државни празник који се сваке године обележава 14. августа. Обележава дан када је Пакистан постигао независност и проглашен је сувереном државом након престанка британске владавине у августу 1947. Пакистан је настао као резултат Пакистанског покрета, који је имао за циљ стварање независне муслиманске државе у северозападним регионима Британске Индије путем поделе. Покрет је предводила Свеиндијска муслиманска лига под вођством Мухамеда Али Џина. Догађај је произашао из Закона о независности Индије из 1947. према којем је британски раџа дао независност Пакистанском доминиону који се састојао од Западног Пакистана (данашњи Пакистан) и Источног Пакистана (данашњи Бангладеш).
Главна церемонија Дана независности се традиционално одржава у Исламабаду, где се национална застава истиче на зградама председништва и парламента. Након тога следи интонирање химне и директни телевизијски пренос говора лидера земље. Уобичајени слављенички догађаји и свечаности овог дана укључују церемоније подизања заставе, параде, културне догађаје и свирање патриотских песама . На овај дан се често одржавају бројне церемоније доделе награда, а Пакистанци подижу националну заставу на своје домове или је истичу на својим возилима и одећи.

## Историја
Подручје на којем је формиран Пакистан било је део Британског Индијског царства током већег дела деветнаестог века. Британска источноиндијска компанија је отпочела трговину у колонијалној Индији у 17. веку, а владавина компаније почела је од 1757. када су победили у бици код Пласија. Након индијске побуне 1857. године, Закон о влади Индије из 1858. довео је до тога да британска круна преузме директну контролу над већим делом индијског потконтинента. Свеиндијска муслиманска лига је основана од стране Свеиндијске Мухамеданске образовне конференције у Даки, 1906. године, у контексту околности које су настале због поделе Бенгала 1905. године и странке која је имала за циљ стварање посебне муслиманске државе.
Период након Првог светског рата обележиле су британске реформе. Уследили су и поједини репресивни законски акти. Тада су се у друштву појавили и бројни оштри позива индијских активиста на успостављање самоуправе. Широко распрострањено незадовољство овог периода искристалисало се у општенационалне ненасилне покрете несарадње и грађанске непослушности. Идеју за одвојену муслиманску државу у северозападним регионима Јужне Азије изнео је Мухамед Икбал у свом говору као председник Муслиманске лиге у децембру 1930. Три године касније, име „Пакистан” за посебну држава предложено је у декларацији коју је објавио Чаудхари Рахмат Али, у облику акронима. Требало је да се састоји од пет „северних јединица“ Панџаб, Афганија (некадашња северозападна погранична провинција), Кашмир, Синд и Белуџистан. Икбал и Бенгал су изостављени из предлога Рехмата Алија.
Током 1940-их, како је индијски покрет за независност добијао на замаху, почео је успон муслиманског национализма, који је предводила Свеиндијска муслиманска лига. Мухамед Али Џина био најистакнутији вођа организације.‍:195–203 Као политичка партија која је штитила интересе муслиманске дијаспоре у Британској Индији, Муслиманска лига је одиграла одлучујућу улогу током 1940-их у индијском покрету за независност и развила се у покретачку снагу стварања Пакистана као муслиманске државе у Јужној Азији. Током тродневног општег заседања Свеиндијске муслиманске лиге од 22. до 24. марта 1940, представљена је формална политичка изјава, позната као Резолуција из Лахора, која је позивала на стварање независне државе за муслимане. Године 1956, 23. март је такође постао датум када је Пакистан престао да буде британски доминион и постао република, и познат је као Дан Пакистана.

### Независност
Године 1946, лабуристичка влада у Британији, исцрпљена скорашњим догађајима као што су Други светски рат и бројни немири, схватила је да нема ни мандат у земљи, ни међународну подршку, ни поузданост британске индијске армије што би омогућило да настави са контролом све више побуњенички настројене Британске Индије. Поузданост домаћих снага за наставак контроле се смањила па је влада одлучила да оконча британску владавину Индијским потконтинентом. Године 1946. Индијски национални конгрес, као секуларна странка, захтевао је стварање јединствене државе. Свеиндијска муслиманска лига, која се није слагала са идејом јединствене државе, истакла је идеју одвојеног Пакистана као алтернативу.‍:203 Мисија кабинета у Индији из 1946. године послата је да покуша да постигне компромис између Конгреса и Муслиманске лиге, предлажући децентрализовану државу са много овлашћења датих локалним властима, али су је обе стране одбиле и резултирало је бројним немирима у Јужна Азија.
Коначно, у фебруару 1947, премијер Клемент Атли најавио је да ће британска влада дати пуну самоуправу Британској Индији најкасније до јуна 1948. године. Британска влада је 3. јуна 1947. објавила да је прихваћен принцип поделе Британске Индије на две независне државе. Владе наследнице би добиле статус доминиона и имале би имплицитно право да се отцепе од Британског Комонвелта. Вицекраљ Маунтбатен је изабрао 15. август, другу годишњицу предаје Јапана у Другом светском рату, као датум преноса власти. Одабрао је 14. август као датум церемоније преноса власти на Пакистан јер је желео да присуствује церемонијама и у Индији и у Пакистану.
Закон о независности Индије из 1947 (10 & 11 Geo 6 c. 30) који је усвојио парламент Уједињеног Краљевства поделио је Британску Индију на два нова независна доминиона; Доминион Индије (касније је постао Република Индија ) и Доминион Пакистана (касније постао Исламска Република Пакистан). Закон је обезбедио механизам за поделу провинција Бенгала и Пенџаба између две нације (види поделу Индије), успостављање канцеларије генералног гувернера, доделу потпуне законодавне власти одговарајућим конститутивним скупштинама и поделу заједничке имовине између две новоформиране земље. Тај акт је касније добио одобрење краљевске власти 18. јула 1947. Подела је била праћена насилним немирима и масовним жртвама, а расељавање скоро 15 милиона људи због насиља мотивисаног верским разликама широм потконтинента; милиони муслиманских, сикских и хиндуистичких избеглица прешле су новоутврђене границе до Пакистана и Индије у месецима пре и након независности.
Дана 14. августа 1947, нови Доминион Пакистана је постао независан и Мухамед Али Џина је положио заклетву као први генерални гувернер у Карачију. Независност је обележена великом прославом, али је атмосфера остала узаврела с обзиром на немире у заједници који су преовладавали током независности 1947.

### Датум независности
Пошто је пренос власти обављен у поноћ 14. на 15. август, Закон о независности Индије из 1947. признао је 15. август као рођендан и Пакистана и Индије.
15. август је рођендан независне и суверене државе Пакистан. То означава испуњење судбине муслиманског народа који је у протеклих неколико година дао велике жртве да би добио своју домовину.
Прве пригодне поштанске марке земље, објављене у јулу 1948, такође су наводиле 15. август 1947. као дан независности, међутим у наредним годинама 14. август је усвојен као дан независности. То је зато што је Маунтбатен положио заклетву о независности Џини четрнаестог, пре него што је отишао у Индију где је полагање заклетве било заказана за 15. у поноћ. Ноћ између 14. и 15. августа 1947. поклопила се са 27. рамазаном 1366. по исламском календару, што муслимани сматрају светом ноћи.

### Званичне прославе
Дан независности је један од шест државних празника који се обележавају у Пакистану и слави се широм земље. Да би се припремили и финализирали планови за прославу Дана независности, у главним градовима покрајина одржавају се састанци локалних самоуправа којима присуствују владини званичници, дипломате и политичари. Јавне организације, образовне институције и државни органи организују семинаре, спортска такмичења и друштвене и културне активности уочи Дана независности. У Карачију су покренуте акције чишћења и припреме Мазар-е-Куаида (Маузолеј Џина) за прославу.
Званичне свечаности се одржавају у Исламабаду и почињу подизањем националне заставе на Парламенту и Председништву након чега следи поздрав из 31 пушке у главном граду и поздравом из 21 пушке у главним градовима провинција. Председник и премијер Пакистана обраћају се нацији у директним емисијама. Владини званичници, политички лидери и познате личности дају поруке или говоре током скупова, церемонија и догађаја, истичући пакистанска достигнућа, циљеве постављене за будућност и хвале жртве и напоре националних хероја. Зграде владе, укључујући Дом Парламента, Врховни суд, Дом председника и Секретаријат премијера, украшене су и осветљене светлима и јарким бојама. На националним споменицима врши се смена страже од стране Оружаних снага. Војска, ваздухопловство и морнарица заузимају истакнуто место на парадама поводом Дана независности. У градовима широм земље, церемонију подизања заставе врши назим (градоначелник) који припада дотичној изборној јединици, а у разним јавним и приватним одељењима церемонију води виши службеник те организације. Pakistan International Airlines је 2017. године увео извођење специјалне музичке нумере у лету како би забавио путнике који путују на Дан независности.
Међународно значајане јавне личности, укључујући шефове држава и дипломате, шаљу своје честитке Пакистану, а церемоније подизања заставе одржавају се широм пакистанских дипломатских мисија у иностранству. Прекоморски званице позивају се као главни гости на свечаностима, док њихови војни контигенти често учествују у парадама. На међународној граници, пакистанске паравојне трупе традиционално размењују слаткише са својим прекограничним колегама. Националне заставе су тада истакнуте на главним путевима и авенијама. Минар-е-Пакистан у Лахореу, где је пакистанска резолуција донета 1940. године, потпуно је осветљен уочи дана независности како би се означио његов значај у стварању Пакистана.

### Јавне прославе
Са почетком августа, широм земље отварају се посебне тезге, сајмови и продавнице за продају државних застава, транспарента и постера, беџева, слика народних хероја, мултимедијалних и других предмета поводом прославе. Возила, приватне зграде, домови и улице украшени су националним заставама, свећама, уљаницама, заставицама и тракама. Предузећа рекламирају своје производе са националном симболиком и на тему дана независноти.
Дан почиње посебним молитвама за интегритет, солидарност и развој Пакистана у џамијама и верским објектима широм земље. Грађани који присуствују парадама поводом Дана независности и другим догађајима обично су обучени у званичне боје Пакистана, зелену и белу. Грађани се састају са пријатељима и рођацима, вечерају  пакистанску храну и обележавају празник. Јавне функције укључујући разрађене ватромете, уличне параде, семинаре, телевизијске преносе, такмичења у музици и поезији, дечије представе и уметничке изложбе су уобичајени део прослава. Тог дана се уз подизање заставе, на различитим државним местима, школама, резиденцијама и споменицима пева се национална химна, а подижу се патриотски слогани као што је пакистански Зиндабад. У земљи и ван ње организују се музички концерти и плесне тачке, на којима учествују популарни уметници. Одаје се почаст људима који су изгубили животе током миграција и немира који су уследили након независности 1947. године, као и мученицима пакистанске војске и политичким личностима, познатим уметницима и научницима.
Имигрантске заједнице у Пакистану такође учествују у свечаностима. У земљама у којима постоје значајне пакистанске заједнице или које деле јаке односе са Пакистаном, националне боје и застава Пакистана се често осветљавају на истакнутим структурама, трговима и јавним споменицима у знак прославе. Пакистанска дијаспора организује културне догађаје за прославу Дана независности, а јавне параде се одржавају у градовима са великом пакистанском популацијом, као што су Њујорк, Лондон и Дубаи. Поред тога, неки Кашмирци са индијске стране Џамуа и Кашмира поштују и обележавају празник, што је изазвало трвења са органима власти суседне Индије.

## Мере безбедности
Мере безбедности у земљи су појачане како се ближи дан независности, посебно у већим градовима и проблематичним подручјима. Обезбеђење се поставља након сусрета разних представника обавештајних и истражних агенција. Висока узбуна се проглашава у осетљивим областима као што је главни град земље, како би се ограничиле безбедносне претње. Упркос томе, било је случајева у којима су се на дан независности догодили напади побуњеника који бојкотују прославе као део свог протеста.
Тринаестог августа 2010. велике поплаве у Пакистану су изазвале смрт 1.600 људи и погодиле 14 милиона људи (расељавање, уништење имовине). Због непогода и велике несреће у губитку живота, председник је најавио да те године неће бити званичне прославе Дана независности.

## У популарној култури
Од почетка августа, радио канали пуштају milli naghmay (патриотске песме) и емитују се разне ТВ емисије и програми који наглашавају историју, културу и достигнућа Пакистана. Популарне националне песме попут Dil Dil Pakistanн и Jazba-e-Junoon свирају се и певају широм земље. Сваке године се објављују и нове патриотске песме. Филм Jinnah објављен 1998. прати причу о Џини и детаљно описује догађаје који су довели до независности Пакистана. Догађаји током независности Пакистана приказани су у многим књижевним и научним делима.
Пакистанска пошта је у јулу 1948. издала четири пригодне марке за прву годишњицу независности земље. Три од четири марке приказују места из Пакистана, док је четврта марка приказивала мотив. На маркама је било исписано „15 август 1947.“ због преовлађујуће забуне око стварног датума независности.
У новембру 1997. године, Wills Golden Jubilee Tournament одржан је на стадиону Гадафи, у Лахору, како би се обележио златни јубилеј независности. Током финала турнира, Пакистански одбор за крикет одао је почаст свим живим пробним капетанима у Пакистану тако што су их парадирали у коњским запрегама и уручили им златне медаље. Пакистан је 14. августа 2004. представио тадашњу највећу заставу на свету, димензија 100 х 160 m.
Од 2011. почетна страница Google-а у Пакистану приказује цртеже дизајниране са пакистанским симболима поводом обележавања Дана независности Пакистана. Такви симболи укључују звезду и полумесец, националне споменике и боје, историјске и уметничке представе, географске пејзаже и друге националне симболе. Фејсбук дозвољава корисницима у Пакистану да објаве статус поводом Дана независности са иконом пакистанске заставе на њему или да поздраве кориснике у земљи посебном поруком.